# Sōkratīs Maragkos
Sōkratīs Maragkos (in greco: Σωκράτης Μαραγκός; 14 maggio 1969) è un ex calciatore cipriota, di ruolo portiere.

## Carriera
Nel 1991 ha disputato due incontri con la nazionale cipriota.